# Reitwein
Reitwein (pol. hist. Rytwiny) – gmina w kraju związkowym Brandenburgia, w powiecie Märkisch-Oderland, wchodzi w skład Związku Gmin Lebus. Leży przy granicy polsko-niemieckiej, na historycznej ziemi lubuskiej.

## Zabytki
- Kościół z XIX w. (w ruinie)
- Plebania
- Stary dom
- Zabudowania gospodarcze
- Cmentarz żołnierzy sowieckich

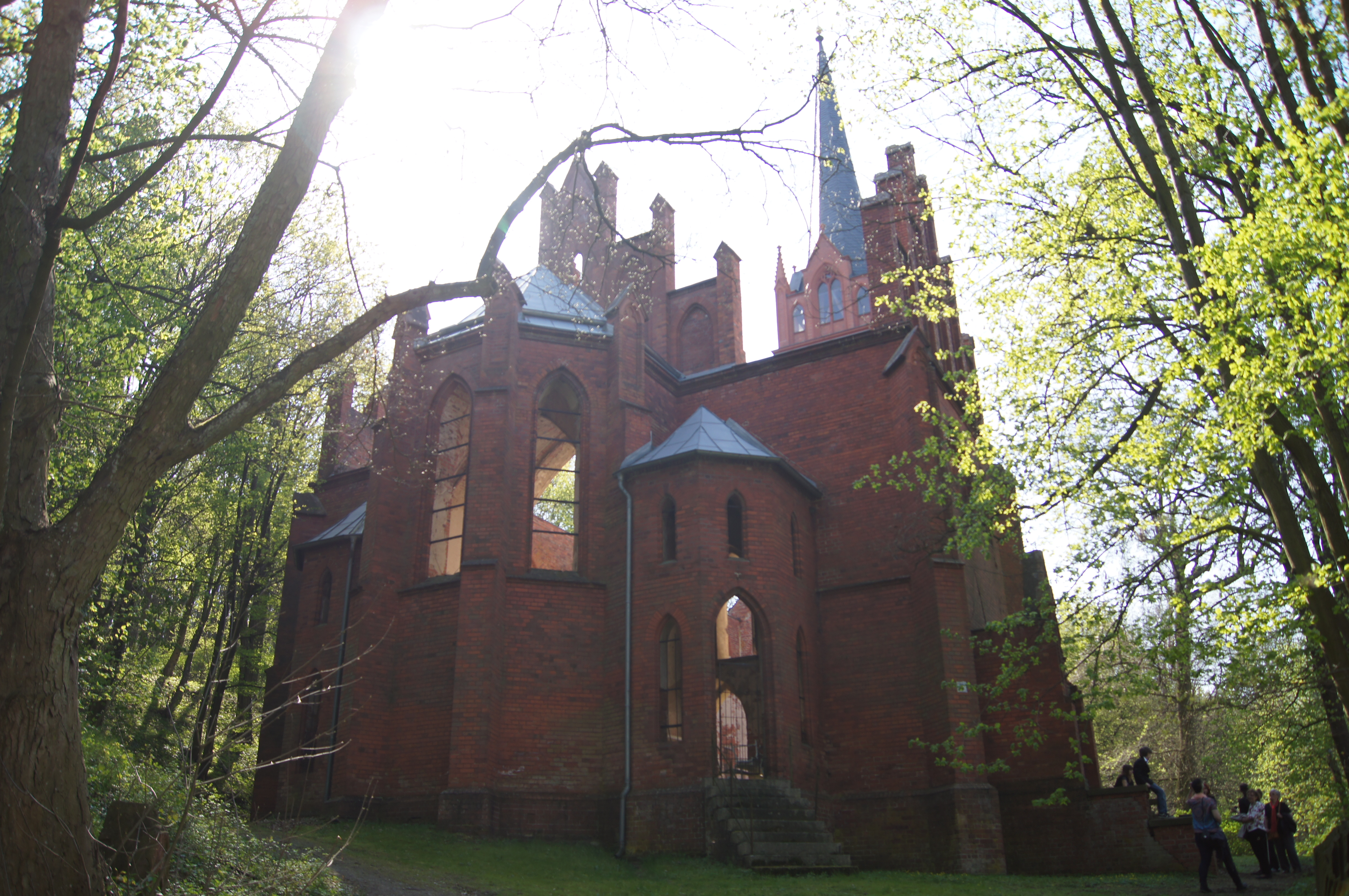
Zrujnowany kościół
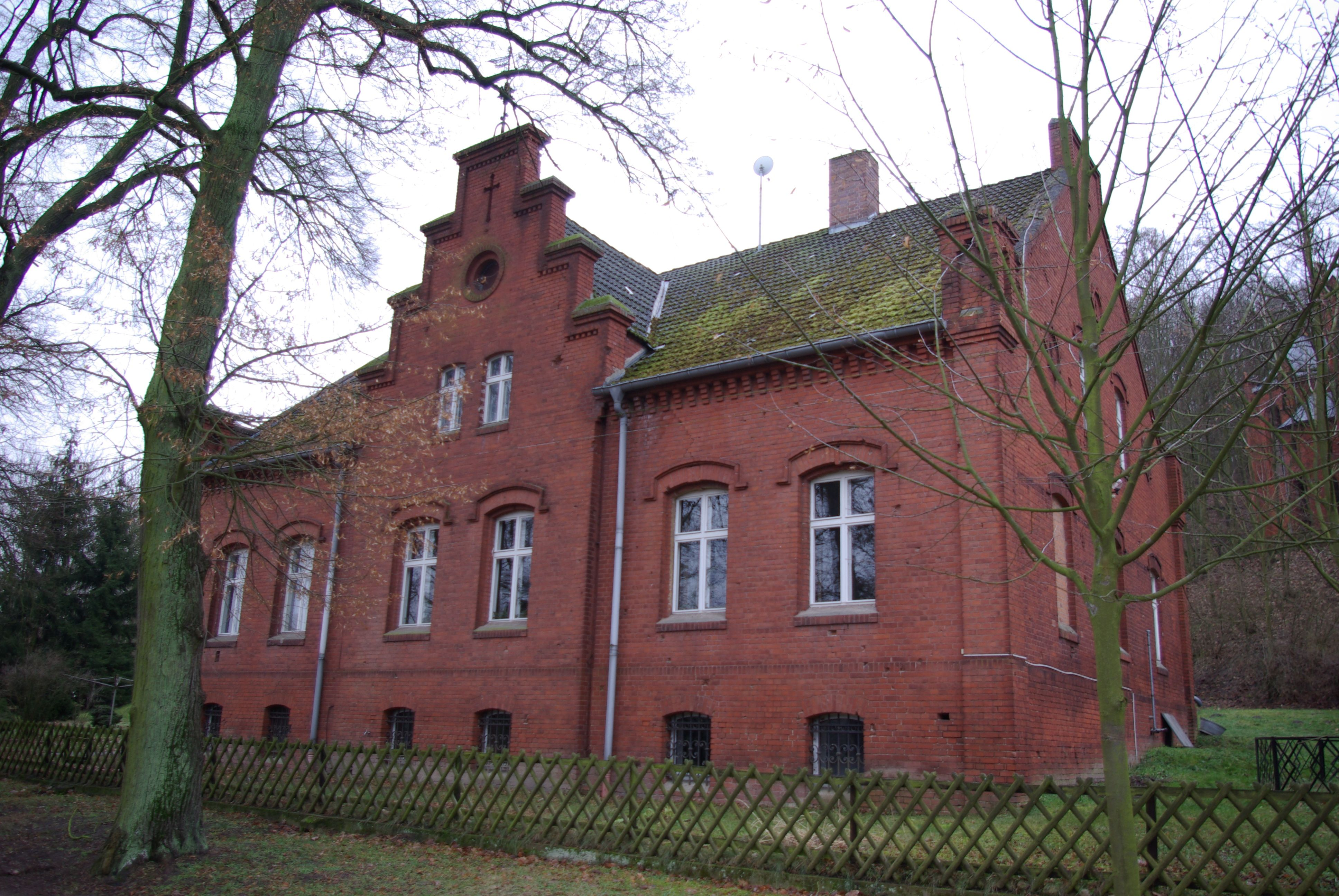
Plebania
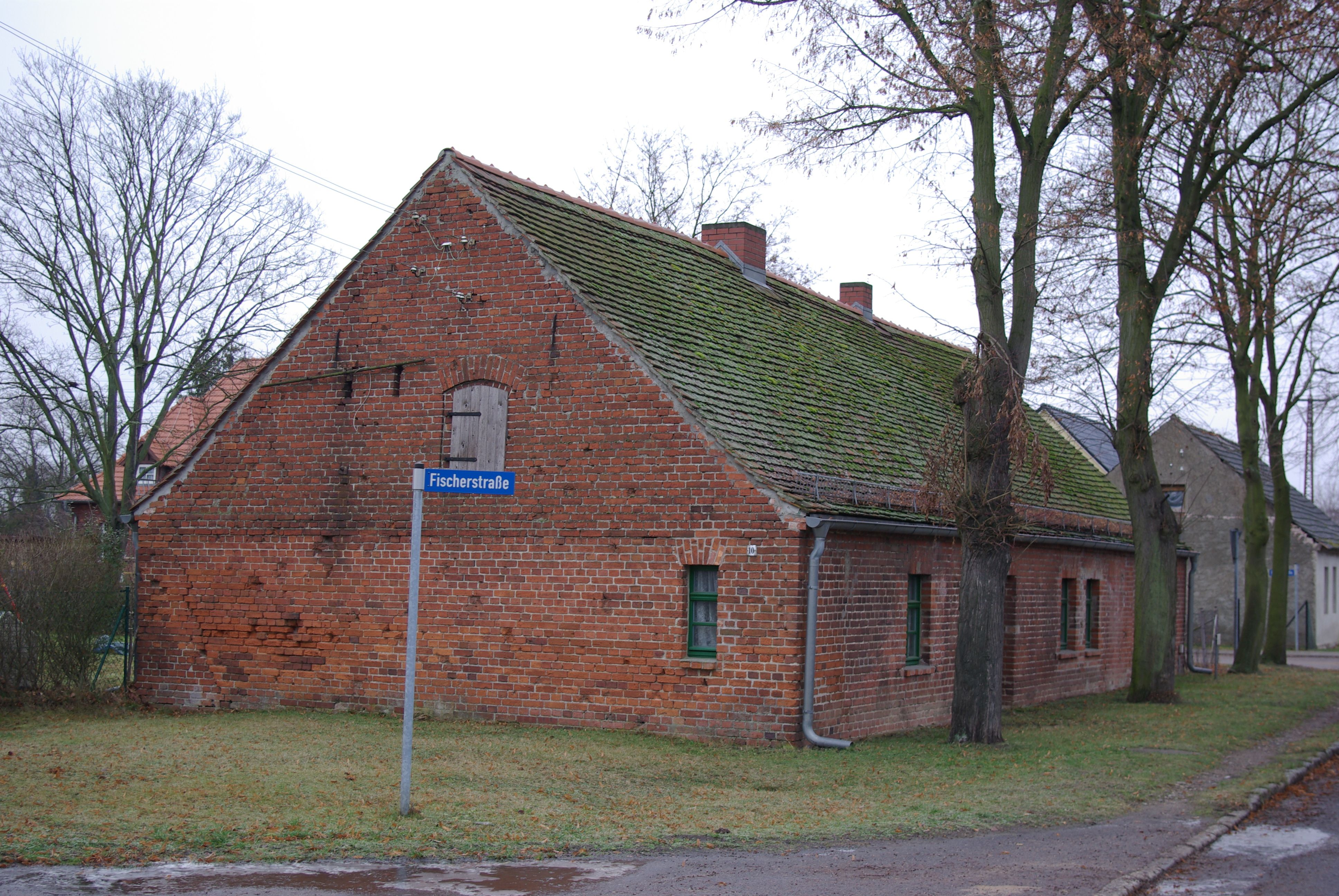
Zabytkowy dom
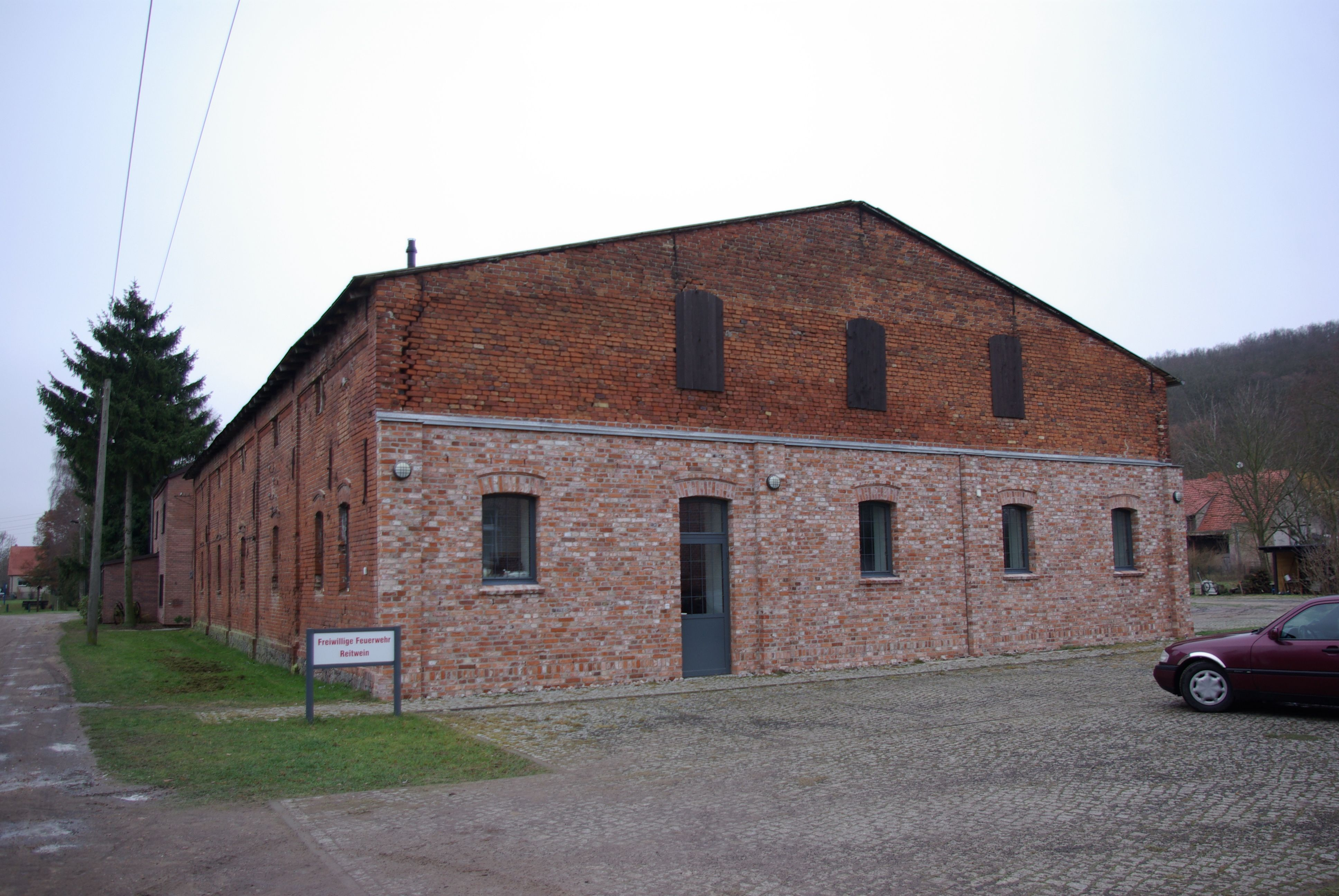
Zabudowania gospodarcze
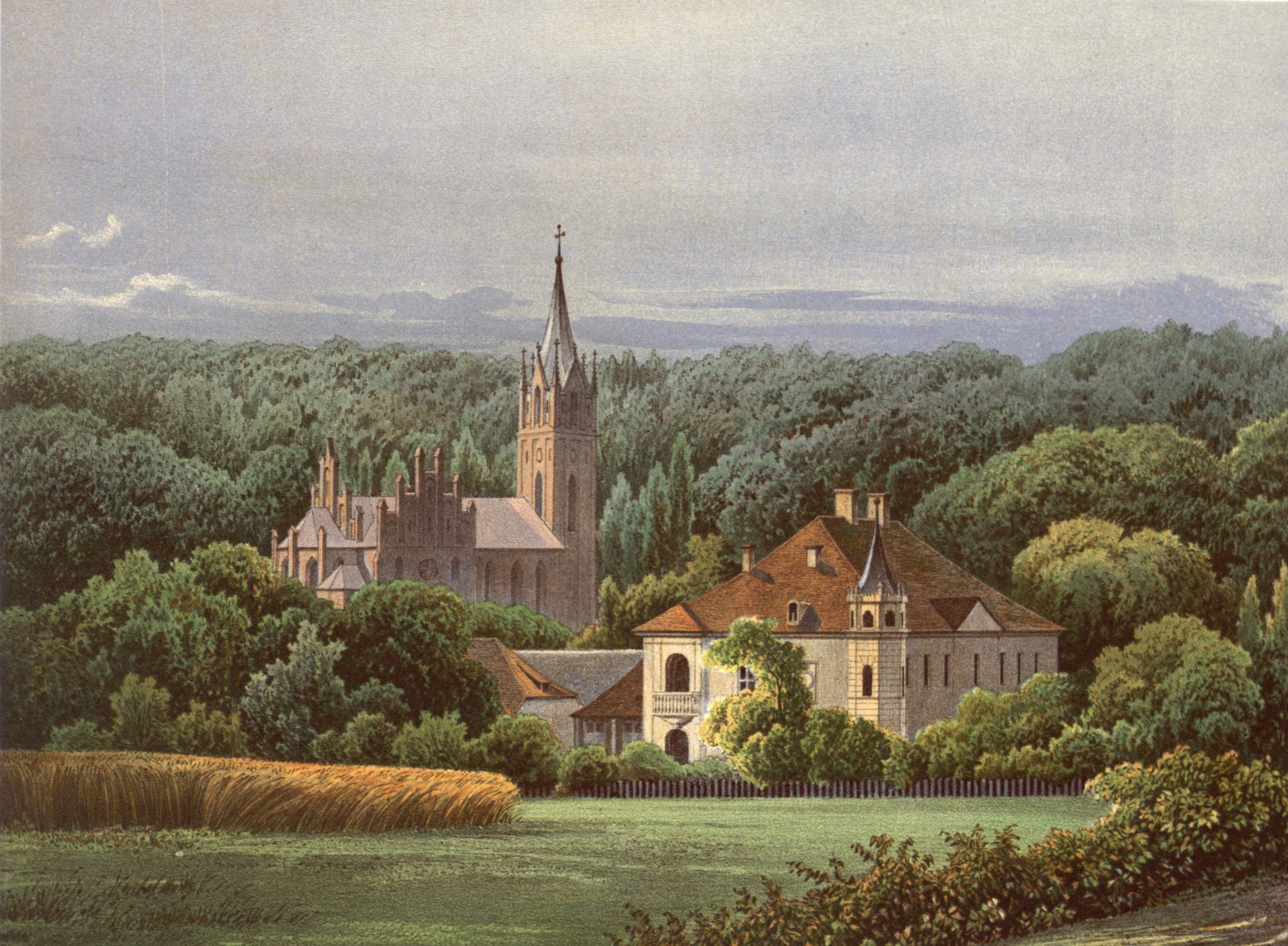
Reitwein na litografii z 1857 r.

## Demografia
Wykres zmian populacji Reitwein w granicach z 2013 r. od 1875 r.: